# Gianni Motta
Gianni Motta (nacido el 13 de marzo de 1943 en Cassano d'Adda) es un exciclista italiano, profesional entre los años 1964 y 1974, durante los cuales logró 91 victorias.
Como amateur logró varias victorias en pequeñas pruebas de su país, destacando la victoria en el campeonato nacional en 1962.
Su carrera predilecta fue el Giro de Italia, el cual ganó en 1966. Además, fue 5.º en 1964, 6.º en 1967 y 1968 y 10.º en 1973. También fue tercero en el Tour de Francia 1965.
En el Campeonato del Mundo de ciclismo, fue 4.º en los años 1966 y 1967.

## Palmarés
| 1964 - Giro de Lombardía - Etapa del Giro de Italia - Etapa del Tour de Romandía - Coppa Bernocchi - Trofeo Baracchi 1965 - Etapa del Midi Libre - Tres Valles Varesinos - 3.º en el Tour de Francia 1966 - Giro de Italia , más dos etapas y la clasificación por puntos - Tour de Romandía, más 1 etapa - Tres Valles Varesinos - Giro de la Romagna - Gran Premio de Mónaco 1967 - Vuelta a Suiza, más 2 etapas - Milán-Turín - Tres Valles Varesinos | 1968 - Giro de los Apeninos - Giro d'Emilia 1969 - Subida a Montjuic, más 1 etapa - Giro d'Emilia 1970 - Giro de los Apeninos - Tres Valles Varesinos - Tour de Umbría 1971 - Tour de Romandía, más 2 etapas - 1 etapa de la Tirreno-Adriático - Giro d'Emilia - Giro Reggio Calabria 1972 - 1 etapa del Giro de Italia 1973 - 1 etapa del Giro de Italia |

## Resultados en Grandes Vueltas
Durante su carrera deportiva consiguió los siguientes puestos en las Grandes Vueltas:
| Carrera         | 1964 | 1965 | 1966 | 1967 | 1968 | 1969 | 1970 | 1971 | 1972 | 1973 | 1974 | 1975 | 1976 |
| --------------- | ---- | ---- | ---- | ---- | ---- | ---- | ---- | ---- | ---- | ---- | ---- | ---- | ---- |
| Giro de Italia  | 5º   | -    | 1.º  | 6.º  | Des. | -    | -    | 20.º | Ab.  | 10.º | 24.º | -    | Ab.  |
| Tour de Francia | -    | 3º   | -    | -    | -    | -    | -    | Ab.  | -    | -    | -    | -    | -    |
| Vuelta a España | -    | -    | -    | -    | -    | -    | -    | -    | -    | -    | -    | -    | -    |

## Equipos
- Molteni (1964-1968)
- Sanson (1969)
- Salvarani (1970-1971)
- Ferretti (1972)
- Zonca-Voghera (1973)
- Magniflex (1974)